# Усманов Бекхан Ільясович
Бекхан Ільясович Усманов (рос. Бекхан Ильясович Усманов; нар. 16 липня 1993, Грозний, Росія) — російський футболіст, півзахисник аматорського клубу «Вайнах».

## Клубна кар'єра
Вихованець грозненського «Терека». Розпочав професіональну кар'єру 2012 року, виступав за молодіжний склад клубу. У 2013 році перейшов у фарм-клуб «Терека» — «Терек-2». Провів 12 матчів та відзначився 3 голами. Сезон 2014/15 років провів в оренді в ялтинській «Жемчужині» (12 поєдинків, один гол). У 2015 році підписав контракт з литовським клубом «Шяуляй» з однойменного міста. Потім грав у Другому дивізіоні за «Дніпро» (Смоленськ) та «Ангушт» (Сизрань). З 2018 року захищає кольори аматорського колективу «Вайнах».

## Кар'єра в збірній
У 2011 році Бекхана Усманова викликали в юнацьку збірну Росії U-18 на турнір у французькому місті Сен-Джозеф, але на ньому не провів жодного матчу.